# Alan Davis
Pour les articles homonymes, voir Alan Davis (dessinateur français) et Davis.
Alan Davis, né le 18 juin 1956, est un auteur britannique de comics.

## Biographie
Davis se fit connaître en illustrant la série Captain Britain quand elle fut relancée par Marvel UK en 1981, sur des scénarios de Dave Thorpe, Alan Moore puis Jamie Delano. Pour le marché britannique, il dessina aussi quelques épisodes de Miracleman (Marvelman) pour le magazine Warrior, et créa avec Alan Moore D.R. et Quinch.
En 1985, il débarque sur le marché américain, avec Batman and the Outsiders, puis Detective Comics sur des scénarios de Mike W. Barr et où son compatriote Paul Neary deviendra son encreur régulier jusqu'à la fin des années 1980. Courtisé par Chris Claremont, il ira ensuite travailler chez Marvel sur des séries X-Men, avant de créer avec lui Excalibur qui poursuit les thèmes de Captain Britain en y mêlant d'anciens X-Men. En 1989, Davis et Neary recevront le Eisner Award de la meilleure équipe artistique (Best Art Team) pour leur travail sur cette série.
Dans les années 1990, il s'essaie au scénario avec Wolverine: Bloodlust, et s'affirme ensuite comme un auteur complet avec un second passage sur Excalibur (#42-67) et The ClanDestine. Il entame aussi une longue collaboration avec son nouvel encreur Mark Farmer avec Batman: Full Circle.
Parmi ses travaux majeurs, on peut citer JLA: The Nail, et sa suite Another Nail, Killraven en tant que scénariste et dessinateur. Il a aussi dessiné The Avengers (vol. 3 #38-43), Fantastic Four (vol. 3 #1-3), Uncanny X-Men (plusieurs épisodes du #444 au #463), et la mini-série Fantastic Four: The End (scénario et dessin) en 2006.